# Euxoa catervaria
Euxoa catervaria är en fjärilsart som beskrevs av Corti 1929. Euxoa catervaria ingår i släktet Euxoa och familjen nattflyn. Inga underarter finns listade i Catalogue of Life.